# Четиримата от вагона
„Четиримата от вагона“ е български телевизионен игрален филм (драма) от 1970 година на режисьора Атанас Трайков, по сценарий на Веселина Манафова. Оператор е Георги Карайорданов. Музиката във филма е композирана от Васил Казанджиев.
Филмът се посвещава на Х конгрес на Българската комунистическа партия и българо-съветската дружба.
Филмът е заснет със съдействието на МНО.

## Актьорски състав
| В главните роли                                 | Изпълнител                        |
| ----------------------------------------------- | --------------------------------- |
| Фьодор, първият съветски военнопленник          | Юрий Саранцев                     |
| третият съветски военнопленник                  | Лев Пригунов                      |
| Павлик, вторият съветски военнопленник          | Сергей Никоненко                  |
| четвъртият съветски военнопленник               | Рудолф Панков                     |
| Величко                                         | Илия Добрев                       |
| капитан Драганов                                | з.а Георги Георгиев – Гец         |
| Пешев, началник на политическия отдел           | н.а Иван Кондов                   |
| господин Димов                                  | з.а Стойчо Мазгалов               |
| дядо Кръстан                                    | Петър Слабаков                    |
| Калина                                          | Пенка Цицелкова                   |
| Горан                                           | Иван Томов                        |
|                                                 | Първан Георгиев                   |
| стрина Стояна                                   | н.а Иванка Димитрова              |
| селянката с кравата                             | н.а Магда Колчакова               |
| директорът на полицията                         | з.а Борис Арабов                  |
| дядото на „Жабока“                              | з.а Николай Дойчев                |
| Ванката                                         | Тодор Тодоров                     |
|                                                 | Петър Гетов                       |
| Умрау, германски офицер                         | Петър Дончев                      |
| немски войник (часовоя пред влака)              | Димитър Коканов                   |
|                                                 | Петър Гетов                       |
| подпоручик Стоянов                              | Марин Янев                        |
| „Жабока“ (дете)                                 | Андрей Слабаков                   |
|                                                 | Георги Геров                      |
|                                                 | з.а Стефан Великов                |
|                                                 | з.а Любомир Калинов               |
| член на партийния комитет                       | Джоко Росич                       |
| Йордан                                          | Иван Дорин                        |
| войникът, който е в засада при дървеното мостче | Димитър Бочев                     |
| Игнатов                                         | Иван Манов                        |
|                                                 | Иван Стефанов                     |
|                                                 | Антоанета Бобчевска               |
|                                                 | Тодор Генов (не е в титрите)      |
| немски войник                                   | Иван Григоров (не е в титрите)    |
| дядо Велин                                      | Сашо Симов (не е в титрите)       |
| войник                                          | Владимир Давчев (не е в титрите)  |
|                                                 | Валентин Русецки (не е в титрите) |
|                                                 | Иван Джамбазов (не е в титрите)   |